# اچ‌دی ۲۲۴۶۹۳
اچ‌دی ۲۲۴۶۹۳ یک ستاره است که در صورت فلکی نهنگ قرار دارد.